# الجعافرة (الفيوم)
قرية الجعافرة هي إحدى القرى التابعة لمركز أطسا في محافظة الفيوم في جمهورية مصر العربية. حسب إحصاءات سنة 2006، بلغ إجمالي السكان في الجعافرة 5866 نسمة، منهم 2932 رجل و2934 امرأة.

## تاريخها
الجعافرة من القرى القديمة، كان اسمها قديمًا «أقلول»، ووردت في تاريخ الفيوم وفي التحفة أنها من أعمال الفيومية، وذكر إيميل أميلينو في كتابه «جغرافية مصر في العصر القبطي» اسمها القبطي «Kelol»، وقال أنها بإقليم الفيوم، و«كلول» هو الاسم القبطى لقرية أقلول. وقد ذكر صاحب كتاب تاريخ الفيوم أن أهلها بنو جعفر هم فخد من بنى كلاب، وفي العهد العثماني سميت بالجعافرة نسبة إليهم، ووردت به في دفتر المقاطعات سنة 1071هـ، ثم وردت به في تاريخ سنة 1230هـ